# AaB 89ers 2015
Questa voce raccoglie le informazioni riguardanti gli AaB 89ers nelle competizioni ufficiali della stagione 2015.

## Prima squadra

### Nationalligaen 2015

#### Stagione regolare
| Aalborg 11 aprile 2015, ore 14:00 1ª giornata | AaB 89ers | 0 – 47 referto | Copenhagen Towers | Aab´s anlæg |

| Nærum 18 aprile 2015, ore 14:00 2ª giornata | Søllerød Gold Diggers | 48 – 0 referto | AaB 89ers | Rundforbi Stadion |

| Aalborg 3 maggio 2015, ore 14:00 4ª giornata | AaB 89ers | 0 – 52 referto | Triangle Razorbacks | Aab´s anlæg |

| Viby J 30 maggio 2015, ore 14:00 8ª giornata | Aarhus Tigers | 39 – 0 referto | AaB 89ers | Bøgeskov Idrætsanlæg |

| Aalborg 6 giugno 2015, ore 14:00 9ª giornata | AaB 89ers | 2 – 13 referto | Amager Demons | Aab´s anlæg |

| Kastrup 20 giugno 2015, ore 14:00 11ª giornata | Amager Demons | 13 – 3 referto | AaB 89ers | Bag Amagerhallen |

| Aalborg 27 giugno 2015, ore 14:00 12ª giornata | AaB 89ers | 30 – 6 referto | Horsens Stallions | Aab´s anlæg |

| Aalborg 15 agosto 2015, ore 14:00 14ª giornata | AaB 89ers | 28 – 38 referto | Søllerød Gold Diggers | Aab´s anlæg |

| Herlev 5 settembre 2015, ore 14:00 17ª giornata | Herlev Rebels | 22 – 13 referto | AaB 89ers | Kildegårdsskolen |

| Horsens 13 settembre 2015, ore 14:00 18ª giornata | Horsens Stallions | 15 – 13 referto | AaB 89ers | Dagnæs Stadion |

#### Playout
| Aalborg 3 ottobre 2015, ore 14:00 Playout | AaB 89ers | 26 – 6 referto | Copenhagen Tomahawks | Aab´s anlæg |

### Statistiche di squadra
| Competizione      | %Vittorie | In casa | In casa | In casa | In casa | In casa | In casa | In trasferta | In trasferta | In trasferta | In trasferta | In trasferta | In trasferta | Totale | Totale | Totale | Totale | Totale | Totale |
| Competizione      | %Vittorie | G       | V       | N       | P       | Pf      | Ps      | G            | V            | N            | P            | Pf           | Ps           | G      | V      | N      | P      | Pf     | Ps     |
| ----------------- | --------- | ------- | ------- | ------- | ------- | ------- | ------- | ------------ | ------------ | ------------ | ------------ | ------------ | ------------ | ------ | ------ | ------ | ------ | ------ | ------ |
| Stagione regolare | .100      | 5       | 1       | 0       | 4       | 60      | 156     | 5            | 0            | 0            | 5            | 29           | 137          | 10     | 1      | 0      | 9      | 89     | 293    |
| Playout           | 1.000     | 1       | 1       | 0       | 0       | 26      | 6       | 0            | 0            | 0            | 0            | 0            | 0            | 1      | 1      | 0      | 0      | 26     | 6      |
| Totale            | .182      | 6       | 2       | 0       | 4       | 86      | 162     | 5            | 0            | 0            | 5            | 29           | 137          | 11     | 2      | 0      | 9      | 115    | 299    |

## Seconda squadra

### Danmarksserien 2015

#### Stagione regolare
| Aalborg 12 aprile 2015, ore 14:00 1ª giornata | AaB 89ers II | 62 – 14 referto | Thisted Brewers | Aab´s anlæg |

| Aalborg 25 aprile 2015, ore 14:00 3ª giornata | AaB 89ers II | 0 – 52 referto | Skjern Trojans | Aab´s anlæg |

| Aalborg 10 maggio 2015, ore 14:00 5ª giornata | AaB 89ers II | 8 – 42 referto | Midwest Musketeers | Aab´s anlæg |

| Viby J 16 maggio 2015, ore 10:00 6ª giornata | Aarhus Tigers II | 0 – 34 referto | AaB 89ers II | Bøgeskov Idrætsanlæg |

| Thisted 25 maggio 2015, ore 14:00 7ª giornata | Thisted Brewers | 3 – 34 referto | AaB 89ers II | Østre Skole |

| Sønderborg 13 giugno 2015, ore 14:00 10ª giornata | Sønderborg Sergeants | 18 – 20 referto | AaB 89ers II | Sønderskov skolen |

| Aalborg 5 luglio 2015, ore 14:00 13ª giornata | AaB 89ers II | 60 – 30 referto | Triangle Razorbacks II | Aab´s anlæg |

| Vejle 8 agosto 2015, ore 14:00 14ª giornata | Triangle Razorbacks II | 34 – 6 referto | AaB 89ers II | Vejle Atletikstadion |

| Aalborg 22 agosto 2015, ore 14:00 16ª giornata | AaB 89ers II | 50 – 0 (a tavolino) referto | Odense Swans | Aab´s anlæg |

| Viborg 29 agosto 2015, ore 14:00 17ª giornata | Midwest Musketeers | 42 – 14 referto | AaB 89ers II | Viborg Katedralskole |

#### Playoff
| Slagelse 20 settembre 2015, ore 14:00 Wild Card | Slagelse Wolfpack | 56 – 6 referto | AaB 89ers II | Nordhallen |

### Statistiche di squadra
| Competizione      | %Vittorie | In casa | In casa | In casa | In casa | In casa | In casa | In trasferta | In trasferta | In trasferta | In trasferta | In trasferta | In trasferta | Totale | Totale | Totale | Totale | Totale | Totale |
| Competizione      | %Vittorie | G       | V       | N       | P       | Pf      | Ps      | G            | V            | N            | P            | Pf           | Ps           | G      | V      | N      | P      | Pf     | Ps     |
| ----------------- | --------- | ------- | ------- | ------- | ------- | ------- | ------- | ------------ | ------------ | ------------ | ------------ | ------------ | ------------ | ------ | ------ | ------ | ------ | ------ | ------ |
| Stagione regolare | .600      | 5       | 3       | 0       | 2       | 180     | 138     | 5            | 3            | 0            | 2            | 108          | 97           | 10     | 6      | 0      | 4      | 288    | 235    |
| Playoff           | .000      | 0       | 0       | 0       | 0       | 0       | 0       | 1            | 0            | 0            | 1            | 6            | 56           | 1      | 0      | 0      | 1      | 6      | 56     |
| Totale            | .545      | 5       | 3       | 0       | 2       | 180     | 138     | 6            | 3            | 0            | 3            | 114          | 153          | 11     | 6      | 0      | 5      | 294    | 291    |